# 12069 Michaelbruno
12069 Michaelbruno eller 1998 FC59 är en asteroid i huvudbältet som upptäcktes den 20 mars 1998 av LINEAR i Socorro County, New Mexico. Den är uppkallad efter Michael Bruno.